# Jimmy Van Alen
Jimmy Van Alen (Newport, 19 settembre 1902 – Newport, 3 luglio 1991) è stato un dirigente sportivo statunitense. Poeta, musicista, editore, aneddotista e filantropo, è ricordato come fondatore dell'International Tennis Hall of Fame e inventore del tie-break.

## Biografia
Discendente degli Astor per via della nonna paterna Emily, James Henry Van Alen nacque da James e da Margaret Louise Post. Si laureò nel 1924 al Christ's College di Cambridge, dove si distinse come tennista e ottenne il blue, riconoscimento elargito dall'Università per meriti sportivi ai maggiori livelli. Fu campione nazionale di courte paume in singolare e in doppio.

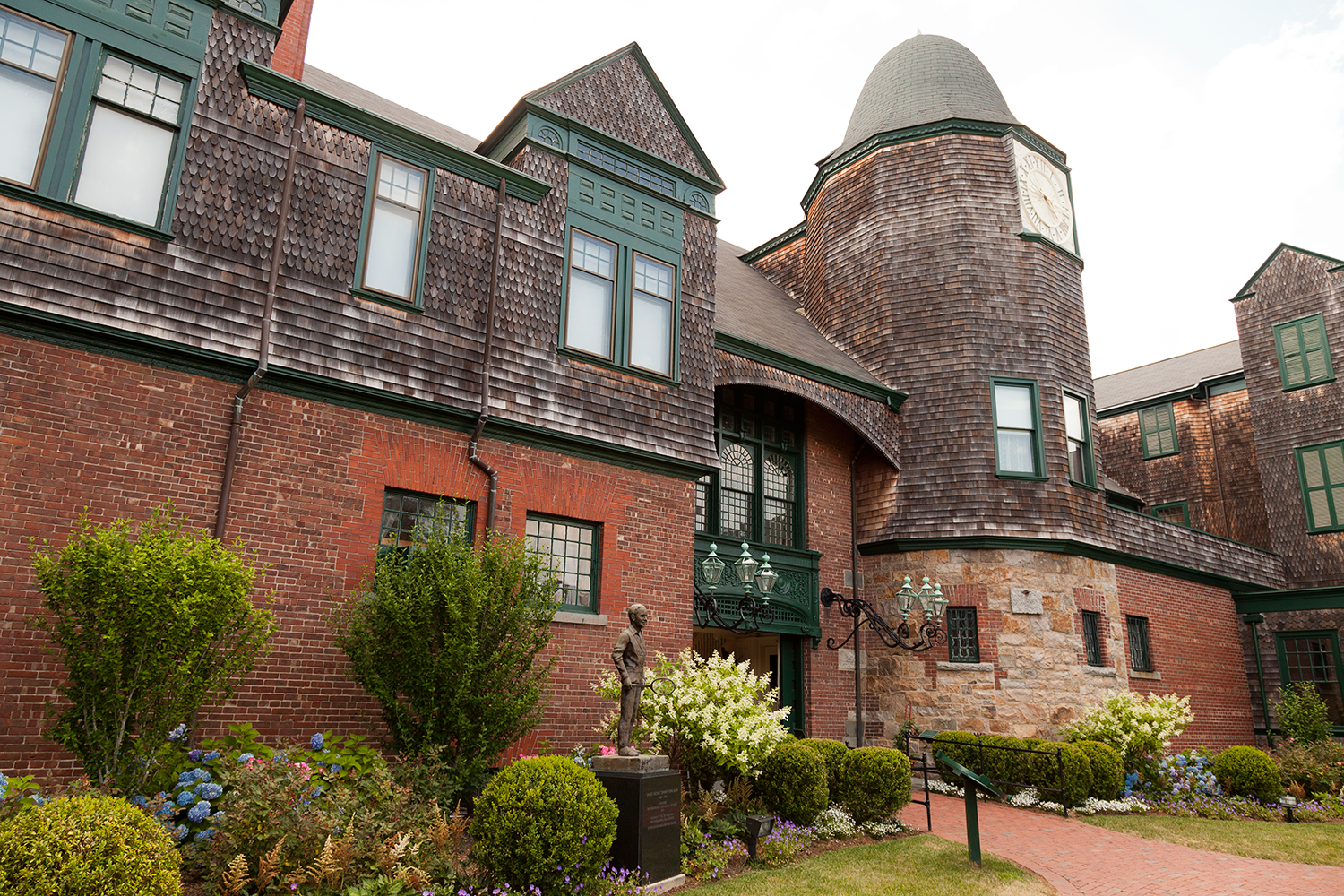
Statua di Jimmy Van Alen all'International Tennis Hall of Fame

Nel 1954 fu fondatore dell'International Tennis Hall of Fame di Newport. Tra i suoi contributi al gioco del tennis è di primaria importanza lo sviluppo del cosiddetto Van Alen Streamlined Scoring System (VASSS) da cui nacque il moderno tie-break, sperimentato agli US Open dal 1970 e in seguito in altri grandi tornei, ed evoluto infine nel gioco al meglio dei 12 punti che decide i set tennistici in situazione di parità. Fu insignito egli stesso dello status di membro nella Hall of Fame nel 1965, in veste di donatore.
Morì in tarda età per le conseguenze di una grave caduta dalla terrazza di casa. È sepolto con la moglie Candace Baird Alig al Berkeley Memorial Cemetery della Saint Columba's Chapel di Middletown. Due giorni dopo Stefan Edberg, battuto in semifinale a Wimbledon in quattro set, di cui tre persi al tie break, ebbe a dire: «Senza di lui, forse io e Michael [Stich] staremmo ancora giocando».